# Cyocyphax praonetoides
Cyocyphax praonetoides là một loài bọ cánh cứng trong họ Cerambycidae.